# Стежера
Стежера (рум. Stejera) — село у повіті Марамуреш в Румунії. Входить до складу комуни Мірешу-Маре.
Село розташоване на відстані 392 км на північний захід від Бухареста, 27 км на південний захід від Бая-Маре, 75 км на північ від Клуж-Напоки.

## Населення
За даними перепису населення 2002 року у селі проживали 67 осіб, усі — румуни. Усі жителі села рідною мовою назвали румунську.